# Vevè

Vevè de Maman Brigitte

Un vevè (també anomenat vèvè o veve) és un símbol religiós utilitzat habitualment en diferents branques de vodú a tota la diàspora africana com el vodú haitià. No s'han de confondre amb les patipembas que s'utilitzen a la religió Palo, ni els pontos riscados que s'utilitzen a l'umbanda i la quimbanda, ja que es tracta de religions africanes separades. El vevè actua com un "far" per als loa, dels quals servirà com a representació durant els rituals.

## Història
El seu origen és desconegut i polèmic. Alguns estudiosos consideren que el vevè prové del contacte entre el poble indígena taino i els esclaus africans, però la teoria més estesa és que s'origina en el cosmograma dels pobles del Congo, o bé en el sistema d'escriptura nsibidi de les llengües igbo i de les llengües ekoid de l'Àfrica Occidental i l'Àfrica central.

## Funció
Segons Milo Rigaud "els vevès representen figures de les forces astrals (...) En el transcurs de les cerimònies de vodú, la reproducció de les forces astrals representades pels vevès obliga els loas (...) a descendir a la terra."
Cada loa té el seva propi vevè, tot i que en alguns casos, les diferències regionals han comportat diferents dissenys per al mateix loa. Normalment els rituals van acompanyats de pregàries, sacrificis i ofrenes, així com de la música dels tambors. Un cop el vevè s'il·lumini, el loa apareix a la cerimònia «cavalcant» (posseint) un dels assistents i parlant amb els vius a través la seva boca.

## Aspecte
Sol dibuixar-se a terra, fent servir pólvores d'algun tipus, com farina de blat de moro, cafè molt o pólvores de colors, tot i que el material depèn completament del ritual. En la tradició africana els vevès són molt esquemàtics, però a Haití la influència de les arts figuratives europees dels segles xviii i xix contribuïren a enriquir-los amb decoracions d'un estil més barroc.

Vevè de Ayizan
Vevè del Baró Samedi
Vevè de Damballah Weddo
Vevè de Papa Legba
Vevè de Ogoun